# Série de championnat de la Ligue américaine de baseball 1978
La Série de championnat de la Ligue américaine de baseball 1978 était la série finale de la Ligue américaine de baseball, dont l'issue a déterminé le représentant de cette ligue à la Série mondiale 1978, la grande finale des Ligues majeures.
Cette série trois de cinq débute le mardi 3 octobre 1978 et se termine le samedi 7 octobre par une victoire des Yankees de New York trois matchs à un sur les Royals de Kansas City. Les deux équipes s'affrontent dans cette ronde éliminatoire pour la troisième fois en autant d'années et, tout comme les deux automnes précédents, New York élimine Kansas City.

## Équipes en présence
Les Yankees de New York, champions en titre du baseball majeur depuis leur triomphe en Série mondiale 1977, remportent en 1978 leur troisième championnat de division consécutif. Avec 100 gains et 63 revers durant la saison régulière, ils égalent leur total de victoires de la saison précédente. Cependant, New York termine le calendrier prévu de 162 parties avec un dossier victoires-défaites identique à celui des Red Sox de Boston. Dans le premier match-suicide tenu depuis 1948, et disputé au Fenway Park de Boston de surcroît, les Yankees défont les Sox 5-4 pour être sacrés champions de la division Est.
À l'instar des Yankees, les Royals de Kansas City remportent leur troisième titre consécutif de la section Ouest. Malgré 10 victoires de moins qu'en 1977, leur dossier de 92-70 leur permet de se classer bons premiers avec cinq parties d'avance sur les Angels de la Californie et les Rangers du Texas.
New York et Kansas City s'affrontent pour la troisième année de suite en Série de championnat, une première depuis la création de cette ronde éliminatoire en 1969. Après avoir remporté les finales de la Ligue américaine dans la limite de cinq parties sur les Royals en 1976 et 1977, les Yankees l'emportent cette fois en quatre matchs pour accéder à une troisième Série mondiale de suite. Deux ans après, en 1980, Royals et Yankees se rencontreront à nouveau pour le titre de l'Américaine, et cette fois Kansas City aura finalement le meilleur sur son rival new-yorkais.

## Déroulement de la série

### Calendrier des rencontres
| Match | Date      | Visiteur              | Hôte                  | Score  |
| ----- | --------- | --------------------- | --------------------- | ------ |
| 1     | 3 octobre | Yankees de New York   | Royals de Kansas City | 7 - 1  |
| 2     | 4 octobre | Yankees de New York   | Royals de Kansas City | 4 - 10 |
| 3     | 6 octobre | Royals de Kansas City | Yankees de New York   | 5 - 6  |
| 4     | 7 octobre | Royals de Kansas City | Yankees de New York   | 1 - 2  |

### Match 1
Mardi 3 octobre 1978 au Royals Stadium, Kansas City, Missouri.
| Yankees de New York | 0 | 1 | 1 | 0 | 2 | 0 | 0 | 3 | 0 | 7 | 16 | 0 |
| Royals de Kansas City | 0 | 0 | 0 | 0 | 0 | 1 | 0 | 0 | 0 | 1 | 2  | 2 |
| Lanceurs partants : NYY : Jim Beattie (en) KC : Dennis Leonard Vic. : Jim Beattie (en) (1-0) Déf. : Dennis Leonard (0-1) Sauv. : Ken Clay (1) HRs : NYY : Reggie Jackson (1) |   |   |   |   |   |   |   |   |   |   |    |   |

### Match 2
Mercredi 4 octobre 1978 au Royals Stadium, Kansas City, Missouri.
| Yankees de New York | 0 | 0 | 0 | 0 | 0 | 0 | 2 | 2 | 0 | 4  | 12 | 1 |
| Royals de Kansas City | 1 | 4 | 0 | 0 | 0 | 0 | 3 | 2 | X | 10 | 16 | 1 |
| Lanceurs partants : NYY : Ed Figueroa KC : Larry Gura Vic. : Larry Gura (1-0) Déf. : Ed Figueroa (0-1) HRs: KC : Freddie Patek (1) |   |   |   |   |   |   |   |   |   |    |    |   |

### Match 3
Vendredi 6 octobre 1978 au Yankee Stadium, New York, NY.
| Royals de Kansas City | 1 | 0 | 1 | 0 | 1 | 0 | 0 | 2 | 0 | 5 | 10 | 1 |
| Yankees de New York | 0 | 1 | 0 | 2 | 0 | 1 | 0 | 2 | X | 6 | 10 | 0 |
| Lanceurs partants : KC : Paul Splittorff NYY : Catfish Hunter Vic. : Rich Gossage (1-0) Déf. : Doug Bird (0-1) HRs : KC : George Brett (1, 2, 3) NYY : Thurman Munson (1), Reggie Jackson (2) |   |   |   |   |   |   |   |   |   |   |    |   |

Dans cette défaite des Royals, George Brett devient le premier joueur à frapper trois coups de circuit en un seul match de Série de championnat de la Ligue américaine. L'exploit n'avait précédemment été réussi qu'une seule fois en séries éliminatoires : par Bob Robertson des Pirates de Pittsburgh dans le second match de la Série de championnat 1971 de la Ligue nationale face aux Giants de San Francisco. Brett frappe ses trois circuits en solo aux dépens de Catfish Hunter.

### Match 4
Samedi 7 octobre 1978 au Yankee Stadium, New York, NY.
| Royals de Kansas City | 1 | 0 | 0 | 0 | 0 | 0 | 0 | 0 | 0 | 1 | 7 | 0 |
| Yankees de New York | 0 | 1 | 0 | 0 | 0 | 1 | 0 | 0 | X | 2 | 4 | 0 |
| Lanceurs partants : KC : Dennis Leonard NYY : Ron Guidry Vic. : Ron Guidry (1-0) Déf. : Dennis Leonard (0-2) Sauv. : Rich Gossage (1) HRs: NYY : Graig Nettles (1), Roy White (1) |   |   |   |   |   |   |   |   |   |   |   |   |